# Camille Crémer
Pour les articles homonymes, voir Cremer.
Camille Crémer (1840 - 1876) est un général de division français de la Guerre franco-allemande de 1870.

## Biographie

### Formation
Camille Crémer naît le 6 août 1840 à Sarreguemines en Moselle.
Issu d'un milieu modeste, il prépare l'École spéciale militaire de Saint-Cyr en 1857. Deux ans plus tard, il en sort sous-lieutenant. Affecté tout d'abord au 95e Régiment d’Infanterie, il entre à l’école d’état major en 1860. 
En 1862, le lieutenant Crémer est affecté au 10e cuirassiers. Bien noté, il est affecté aux Dragons de l’Impératrice l'année suivante.

### Carrière militaire sous le IId Empire
En 1864, il est affecté au 1er Zouaves avec lequel il combat au Mexique. Le 24 octobre 1864, Camille Crémer se distingue au combat à Jiquilpan. Il reçoit la Médaille du Mexique, avant d'être promu « chevalier de Notre Dame de la Guadalupe ». 
De retour en France, il est promu capitaine en janvier 1866. Après un rapide passage au 10e régiment d'artillerie, il est affecté à l’état major de la 21e division militaire. Aide de camp du général Clinchant, Camille Crémer est nommé chevalier de la Légion d'honneur en 1870.

### Guerre de 1870
Durant la Guerre franco-allemande de 1870, il participe aux combats autour de Metz.  Fait prisonnier à Metz, il est conduit dans un camp d'internement en Allemagne d'où Il s'évade et, grâce à son allemand parfait, regagne la France via  le Palatinat, le duché de Bade et la Suisse. 
Il rejoint Gambetta qui le nomme général de brigade. Il prend la tête de la 3e Division d’Infanterie du 24e Corps d’Armée. En décembre 1870, le général Crémer combat à Bligny-sur-Ouche, puis à Nuits-Saint-Georges, près de Dijon. 
Il prend une part active aux combats de l'armée de l'Est, mais ne passera pas en Suisse lors de la retraite, préférant à l'instar du contre amiral Penhoat et du général Billot, rejoindre Lyon en passant par les Hauts plateaux du Jura, début février 1871. Il est alors nommé général de division à Chambéry. 

### Au service de la Commune de Paris
Au début de la Commune de Paris, le 20 mars 1871, il se voit offrir, par le comité central de la Garde nationale, le commandement de la Garde nationale de Paris. Il hésite à accepter, et le poste est donné à son ami le commandant Louis Rossel (celui-ci sera jugé et fusillé en novembre). Parallèlement, il influe pour faire libérer les généraux Chanzy et de Langourian, prisonniers de la Commune.

### Sanctionné par le gouvernement français
En juillet 1871, le général Crémer est rétrogradé au grade de chef d'escadron qu'il avait au début de la guerre, et relevé de ses fonctions, par la commission de révision des grades, pour avoir repris du service alors qu'il avait « signé le revers » à Metz.
Il adresse aussitôt une lettre publique au ministre de la guerre : « J’ai donc l’honneur de vous adresser ma démission, me contentant comme récompense de quinze années de service d’avoir mes biens confisqués, mon père exilé, mon frère tué et mon pays natal livré. Tant de bonheur me fait redouter ceux que me réserve l’avenir que vous me faites, et je préfère attendre en simple citoyen l’occasion de refaire la guerre aux Prussiens. Veuillez agréer monsieur le ministre l’assurance de tout le respect avec lequel j’ai l’honneur d’être votre très dévoué et obéissant serviteur. Crémer, Lorrain annexé et ex général gambettiste. » Cette lettre ouverte lui vaut d'être mis en réforme « pour faute grave contre la discipline », en novembre 1871.
Rongé par le dépit et l'amertume, Il écrit qu' "en 13 batailles ou combats j'ai eu le bonheur de battre13 fois les prussiens". Il essaie d'entrer dans la vie politique, poussé par Gambetta, en se présentant aux élections de janvier 1872 à Paris, mais il se retire au profit de Victor Hugo. 
Il s’éteint à trente-cinq ans, à Paris le 2 avril 1876.
Son jeune frère, Henri, qui a aussi participé à la guerre de 1870, finit sa carrière, en 1913, comme général de division et commandant de corps d'armée, et mourut en 1938.

## Récompenses et distinctions
- Officier de la Légion d'honneur[Information douteuse]